# نوک‌قیفی ابروحنایی
نوک‌قیفی ابروحنایی (نام علمی: Conirostrum rufum) نام یک گونه از سرده نوک‌قیفی است.